# Amati Kraslice
Amati Kraslice est un fabricant d'instruments à vent et de percussion, de pièces détachées et d'accessoires.  Situé en République tchèque, leurs produits comprennent des clarinettes, flûtes, bassons et contrebassons , saxophones, trompettes, cornets, bugles, saxhorns alto et baryton, mellophones, euphoniums, trombones, tubas, cors et clairons. Le siège de la manufacture est à Kraslice. 
L'investisseur britannique Geneva Instruments annonce en 2016 qu'il était devenu le nouveau propriétaire de la société tchèque d'instruments de musique Amati-Denak.
En 2021, en raison de l'approche non rentable de ce  propriétaire, Amati-Denak s'est retrouvée au bord de la faillite et un nouveau propriétaire l'a transformé en coopérative.

## Histoire
Avant la Seconde Guerre mondiale, Kraslice (alors nommée (en allemand : Graslitz) ) était une ville majoritairement germanophone, qui était néanmoins sous contrôle tchécoslovaque, avec le reste des Sudètes, depuis le Traité de Saint-Germain de 1919.
Kraslice abritait 59 fabricants d'instruments de musique avant la Seconde Guerre mondiale, parmi lesquels Hüller & Co, Bohland & Fuchs, A.K. Hüttl et Julius Keilwerth. Pendant la guerre, une grande partie de la capacité de fabrication a été convertie à l'usage de guerre, et d'autres ont dû arrêter la production.
Après la guerre, le gouvernement nouvellement restauré du Président Edvard Beneš vise à faire de l'État tchécoslovaque un État entièrement slave et entreprend une expulsion à grande échelle des Allemands de souche. La plupart de la population germanophone de Graslitz est expulsée vers l'Allemagne, et la ville a été rebaptisée Kraslice. Certains des fabricants d'instruments expulsés poursuivront leurs activités dans d'autres endroits, comme le Musikwinkel d'Allemagne.
Pendant ce temps, les fabricants d'instruments de musique restants à Kraslice (désormais majoritairement d'origine tchèque) se sont organisés en une coopérative de fabricants d'instruments de musique. La coopérative créée en septembre 1945 a été nommée Amati, d'après la célèbre famille de luthiers italiens Amati. En 1948, elle a été nationalisée par le régime communiste nouvellement élu, à l'instar de tous les autres secteurs manufacturiers et agricoles.
Amati a été privatisée en 1993 et est maintenant l'un des plus grands fabricants d'instruments en Europe. Le nom de l'entreprise est complété par l'acronyme Denak (Dechové nástroje Kraslice = instruments à vent Kraslice).
L'entreprise possède les marques Amati, Stowasser et V. F. Červený & Söhne (de), qui étaient elles-mêmes des entreprises indépendantes. Amati compte actuellement environ 200 employés. L'usine principale de la société est située à Kraslice, dans l'ouest de la République tchèque. La deuxième usine est située à Hradec Králové. Amati propose des visites guidées au cours desquelles les visiteurs peuvent voir comment les instruments sont fabriqués, des premières étapes à la fin .
Jusqu'en 2021, l'entreprise était majoritairement détenue par la société britannique Geneva BrassWind, le reste appartenant à l'entrepreneur Jiří Štípek. En 2019, l'entreprise a réalisé un chiffre d'affaires équivalent à 4 millions d'euros. 
À l'automne 2019, Amati Denak a déposé son bilan. Elle était alors endettée à hauteur de l'équivalent de 7,3 millions d'euros. Au printemps 2020, la procédure d'insolvabilité a été ouverte et le site de production de Hradec Králové a été fermé.
En 2021, l'entreprise a été reprise, après une vente aux enchères publique, par l'entrepreneur Roman Staněk et sa société RIQ Investments pour l'équivalent d'un million d'euros. La valeur de l'entreprise avait été estimée à un niveau bien plus élevé. Staněk a investi plus de 100 millions de couronnes dans l'entreprise et l'a transformée en coopérative sous le nom d'Amati Kraslice. Alors que l'entreprise comptait environ 1800 employés dans les années 1980, ils étaient une soixantaine après le rachat par Staněk et une bonne centaine au milieu de l'année 2023.

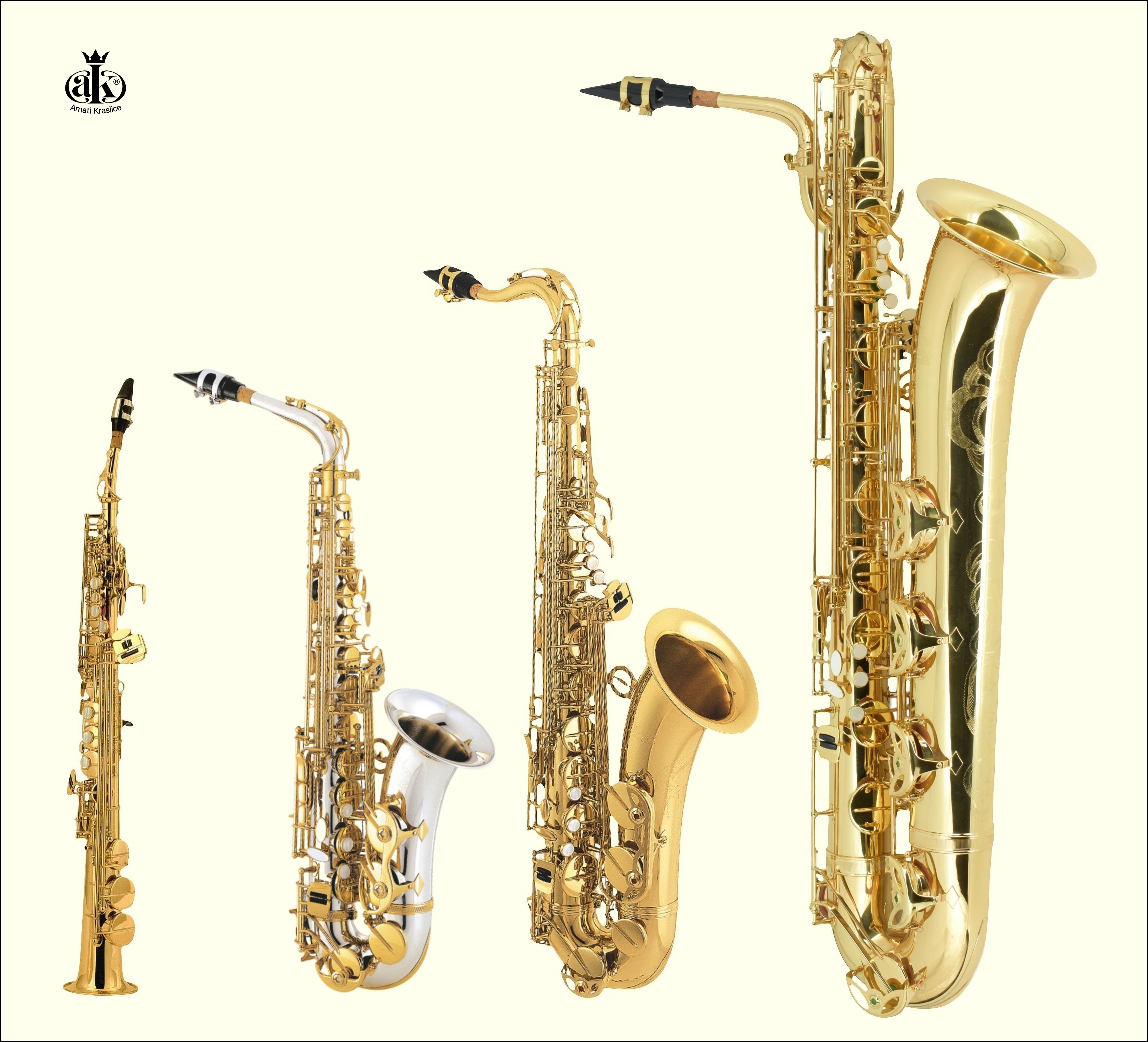
Saxophones soprano, alto, ténor, baryton

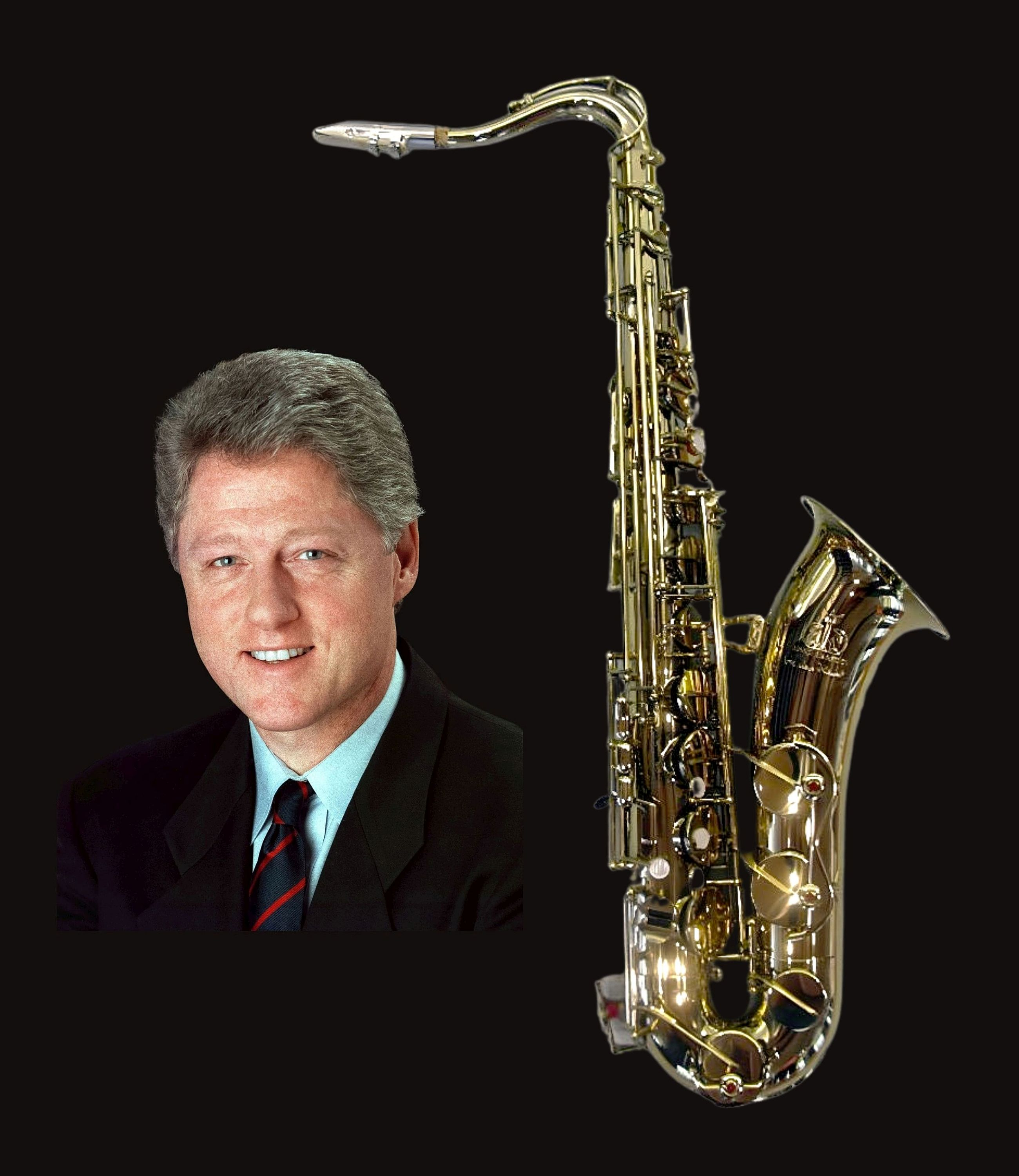
Le saxophone ténor Amati offert à Bill Clinton par Václav Havel.

En 1994, le président tchèque Václav Havel offre à son homologue américain, Bill Clinton, un saxophone ténor Amati sur lequel ce dernier a joué au Reduta, un club de jazz de Prague.

## Instruments de musique
Amati-Denak fabrique des instruments de musique à vent, des étuis, des supports et autres accessoires.
Amati fabrique des clarinettes avec les systèmes de clétage Oehler et Boehm dans divers modèles de la petite clarinette en mi bémol à la clarinette basse en si bémol descendant à l'ut grave.

## Distribution
Amati Kraslice distribue ses produits sur les continents européen, américain, asiatique, africain et australien.